# Evangelický kostel (Nové Město na Moravě)
Evangelický kostel v Novém Městě na Moravě je novorenesanční stavba z roku 1898. Nahradil bývalou modlitebnu z roku 1784, která stála nedaleko.
O kostel se stará a využívá jej farní sbor Českobratrské církve evangelické. Je chráněn jako kulturní památka České republiky.

## Historie kostela

### Po vydání tolerančního patentu
Když Josef II. v roce 1781 vydal toleranční patent, mohli se nekatolíci svobodně přihlásit ke své víře. V Novém Městě na Moravě k založení protestantského sboru došlo hned rok poté, v roce 1782, kdy se zdejší evangelíci augsburského a helvetského vyznání rozhodli postavit vlastní modlitebnu, školu, hřbitov a faru.
S městem bylo dohodnuto, že modlitebna bude moci být vystavěna téměř uprostřed města na místě zasypaného bývalého rybníčku, na Husím Rynku, dnešním Komenského náměstí.
Modlitebna byla dokončena v roce 1784. Nicméně 20. května 1801 propukl ve městě požár, který významně poničil i modlitebnu. Prošla nutnými opravami a sloužila svému účelu dál. S jejím stavem ovšem nebyli občané spokojeni, stejně jako krajský hejtman z Jihlavy, když v roce 1824 shledal stavbu „nedůstojnou posvátnému účelu“. Pro nedostatek financí však prošla opět pouze částečnými opravami, které musely vystačit dalších 50 let. Teprve v roce 1875 se staršovstvo sboru rozhodlo pro výstavbu zcela nového kostela.

### Vlastní kostel
Základní kámen byl položen v květnu 1897. Celou stavbu, která trvala do roku 1898, vedl místní stavitel Jan Sadílek dle návrhu vídeňského architekta Hanse Glasera. Ve dnech 8. a 9. září pak byl kostel vysvěcen. Stal se tak po boku katolického kostela druhým kostelem ve městě.
Kostel stojí na půdorysu řeckého kříže. Mnohé vnitřní prvky, například sloupy, jsou v toskánském stylu. 
Ze staré modlitebny byl do nového chrámu přenesen barokní stůl Páně. Jinak modlitebna ztratila svůj význam. Byla zbourána a na jejím místě se vztyčil pomník Františka Josefa I., po vzniku Československé republiky byl nahrazen bustou Jana Amose Komenského, která zde stojí dodnes.

### Opravy ve 20. století
V 70. letech kostel dostal nové svody, okapy a římsy z měděného plechu, novou fasádu i nátěry omítek, s následnou výmalbou interiéru. Zásadnější ovšem byla přístavba k presbyterně (v zadní části kostela) s kuchyňkou, sociálními zařízeními a klubovnou mládeže.
V roce 1992 byly v kostele zavěšeny tři nové zvony (Víra, Naděje a Láska), které doplnily jediný zbylý zvon původní, Hrnčířův z roku 1898.
V následujících letech došlo k dalším rekonstrukcím a opravám. K nejviditelnějším rozhodně patří nový nátěr z roku 1998: světlý okr a smetanová barva v kombinaci s tmavě okrovými zdobnými prvky a jemně zelené nátěry dřevěných částí.

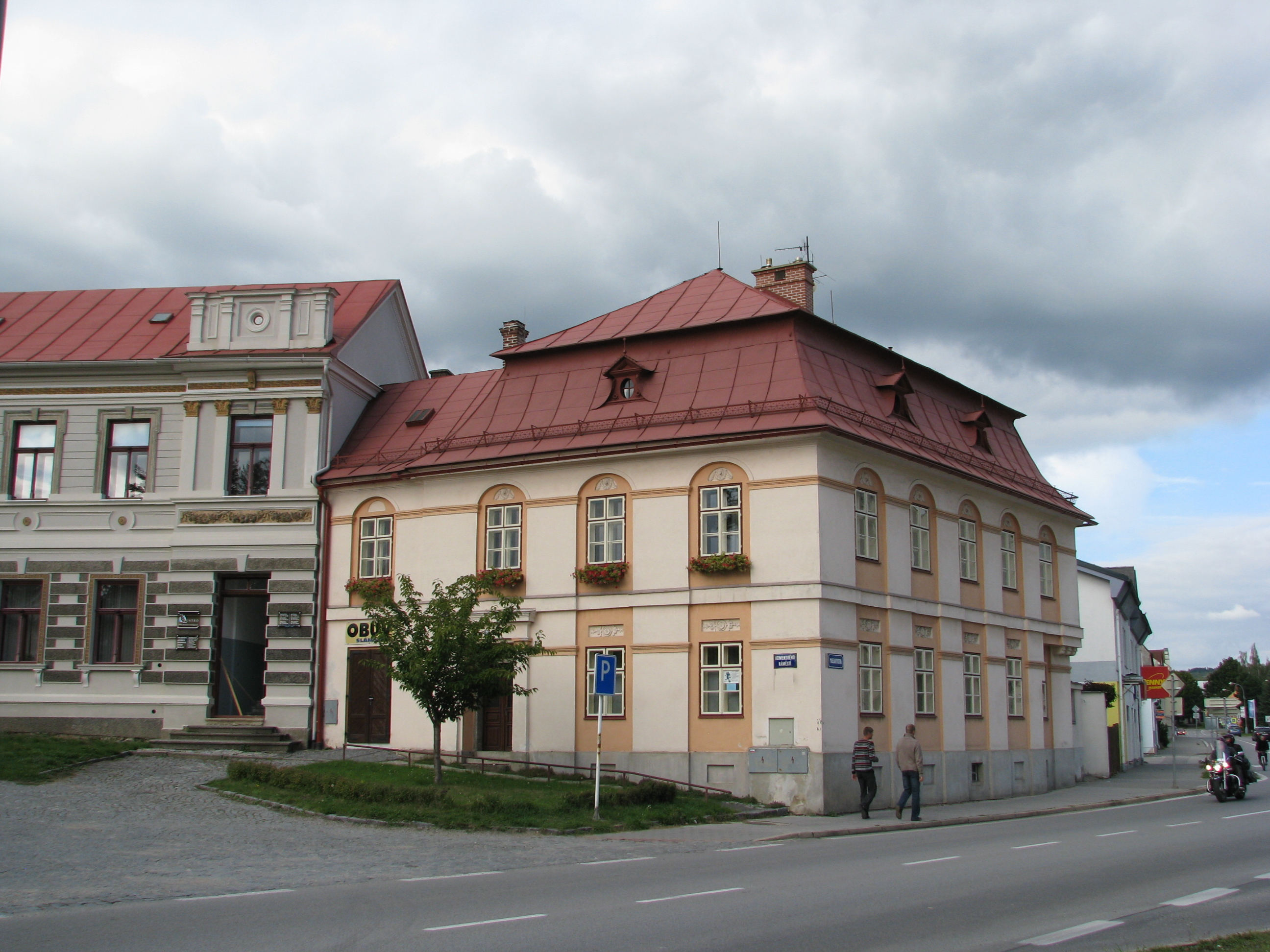
Budova bývalé fary

### Bývalá fara
Ač dnes pro účely fary slouží dům za kostelem, speciálně pro tento účel postavený, původně farář bydlel v jiné budově, č. p. 135. Tu si věřící koupili v roce 1823 od Antonína Geislera. Nachází se v těsné blízkosti bývalé
modlitebny. Původně se jednalo o přízemní stavbu, v roce 1868 bylo přistavěno jedno patro.
Později, když již byla postavena fara nová, se stala součástí zdejší mlékárny. Po jejím zániku je budova fary v soukromém vlastnictví.

## Historie kostelních zvonů
Za dobu své existence bylo v kostele celkem 10 různých zvonů.
První čtyři byly na věž kostela vyzvednuty 29. června 1898. Tuto událost popisuje i zápis v kronice:
„Zvony přivezeny od firmy Hiller v tichém průvodu z Brna na dvou vozech, tažených celkem devíti koňmi. Za účasti více než 2000 lidí byly zvony po předcházející nábožnosti, při níž případně promluvil místní farář Josef Dobeš, slavnostně na věž vytaženy a po jejich zavěšení zazvoněno nejprve každým zvonem zvlášť, potom všemi dohromady.“
V roce 1917 byly 3 zvony zabaveny kvůli válečným účelům (kvůli kovu, ze kterého byly ulity). Zůstal tak pouze jeden, zvaný Hrnčířův, který na věži zůstal dodnes.
Na nové nebylo dostatek financí. Až v roce 1938 se prostředky našly a v brněnské firmě Matoušek a spol. byly odlity Mistr Jan Hus, Jan Amos Komenský a Tomáš Garrigue Masaryk. Vyzdviženy byly v říjnu. Za ani ne 4 roky byly tři nové zvony, stejně jako před 25 lety, zabaveny kvůli válce. Zůstal opět pouze zvon nejmenší – Hrnčířův.
Po válce se tehdejší farář, dr. Václav Kejř (dříve působil v Daňkovicích), doslechl, že na nedalekém statku jsou nějaké zvony, které Němci nestihli odvézt. S nadějí, že se jedná o zabavené zvony, se na místo vydal. Zjistil avšak, že se jde pouze o zvon Kunhuta z novoměstského katolického kostela, bustu Tomáše Garrigua Masaryka a plaketu z rodného domu Jana Štursy. Všechny tři nálezy se do Nového Města vrátily a jsou k vidění i slyšení dodnes.
Peníze na zvony nové (ani vůle ze strany státních a městských orgánů) po válce nebyly. To ani po roce 1989. Nicméně i přes tento fakt se zdejší věřící rozhodli využít aktuálně příznivějších cen mědi a cínu a v roce 1990 tři nové zvony na dluh objednali u Dytrychových z Brodku u Přerova.
Kvůli nedostatku financí byly nejdřív ulity dva menší zvony: Víra a Naděje. Dlouho čekali v kostele na poslední, na Lásku. Vyzdviženy byly společně s ní až po slavnostní bohoslužbě 24. června 1992. Každý z nich má na sobě vyryto: „Ke 400. výročí narození Jana Amose Komenského“.
Tyto zvony jsou k slyšení z kostelní věže až dodnes.